# نقش (فیلم ۱۹۷۷)
نقش (به هندی: Bhumika) فیلمی محصول سال ۱۹۷۷ و به کارگردانی شیام بنگال است. در این فیلم بازیگرانی همچون اسمیتا پاتیل، آمل پالکار، آنانت نانگ، آمریش پوری، نصیرالدین شاه، کولبوشان کارباندا، موهان آگاشه ایفای نقش کرده‌اند.